# カレイジャス・キャット
『カレイジャス・キャット』（英語: Courageous Cat and Minute Mouse）は、1960年から1962年までアメリカ合衆国で放送されていたトランス・アーティスト・プロダクション（英語: Trans-Artists Productions）製作のテレビアニメ。アメリカでは番組販売方式で放送されていた。全130話。

## キャラクター
本作のキャラクターは、『バットマン』の生みの親であるボブ・ケインが手掛けた。
カレイジャス・キャット
声 - ダラス・マッケノン
本作の主人公。ミニュートと一緒に行動している。
ミニュート・マウス（ミニット・マウス）
声 -
本作のヒロイン。カレイジャスと一緒に行動している。
ザ・チーフ
声 -
マリリン・マウス
声 -
ミニュートの友人。映画スター。
サッシー・ボーンズ
声 -
ペリスコープ・ピート
声 -
チャンシー・フラット・フェイス・フロッグ
声 - エドワード・G・ロビンソン

## 日本での放送

### NHKでの放送
日本では、まず1960年10月6日から1961年10月1日までNHK総合テレビで放送。この当時のタイトルは『カレイジャス・キャット』であった。
1961年3月30日までは毎週放送ではなく、舞台中継や単発番組などの放送枠である木曜19:30枠で不定期放送されていた。また、この当時は終了時刻も毎回不定であったが、同年4月9日からは毎週日曜 17:35 - 18:00 （日本標準時）にレギュラー放送されるようになった。ただしこの時間帯へ移動してからも、大相撲中継がある日には17:45からの放送になるなど多少の変動はあった。

### 民放での放送
NHKでの放送後、1964年7月16日から同年11月5日まで日本テレビで放送された。放送時間は毎週木曜 18:15 - 18:45。この時のタイトルは『スーパー・キャット』であったが、後に同局の『おはよう!こどもショー』で再放送された際にタイトルが『突撃キャット君』に変更された。
上記のタイトルは、東京12チャンネル（現・テレビ東京）の『まんがキッドボックス』や『マンガのくに』で放送された時にも使われた。また同局では、同じアメリカ産アニメである『もうれつバット君』（英語: Batfink）とのセットで放送された。

### 日本語版スタッフ
- 吹替担当者 - 山内雅人[3]、木下喜久子[3]、加藤みどり[4]、川久保潔[3]
- ナレーター - 滝口順平